# День Государственного флага Туркменистана
День Государственного флага Туркменистана — один из официально установленных праздников Туркменистана; установлен 26 декабря 1994 году указом президента Туркменистана и отмечается 18 мая (изначально — 19 февраля), является выходным днём.

## Празднование Дня флага
19 февраля 1992 года Туркменистан утвердил свой нынешний национальный флаг. Этот день совпадал с днем рождения первого президента Сапармурата Ниязова. 26 декабря 1994 года Ниязов приказал сделать этот день государственным праздником и нерабочим днем. На заседании Халк Маслахаты Туркменистана 10 октября 2017 года было принято решение совместить День Государственного флага с Днем Конституции и перенести его на 18 мая.
В Туркменистане широко отмечают День Государственного флага. Проходят праздничные мероприятия, представления в спорткомплексе «Олимпийский». На день Флага традиционно проводится амнистия.
В Ашхабаде на площади у главного флага Туркменистана проводится торжественная церемония поднятия флага с участием президента и членов правительства, концерты звёзд туркменской эстрады. Флагшток имеет в высоту 133 метра, размеры флага — 52,5 на 35 метров, вес 420 килограммов.